# Hermann Beck (Historiker)
Hermann Beck (* 30. Januar 1955) ist ein deutscher Neuzeithistoriker, der in den USA tätig ist. Er ist Professor für moderne europäische Geschichte an der Universität Miami.

## Leben und Tätigkeit
Beck studierte Germanistik sowie Geschichtswissenschaft an den Universitäten Mannheim, Freiburg und Berlin, an der Sorbonne sowie der London School of Economics. 1989 wurde an der University of California, Los Angeles promoviert. Seit 1990 lehrt er an der Universität Miami.
Seine Forschungsschwerpunkte sind die europäische und speziell die deutsche Geschichte des 19. und 20. Jahrhunderts unter besonderer Berücksichtigung sozialgeschichtlicher, intellektuellengeschichtlicher und mentalitätsgeschichtlicher Aspekte.
Beck war Forschungsstipendiat (Fellow) der Historischen Kommission zu Berlin, Fulbright-Stipendiat und 1997/98 Mitglied des Institute for Advanced Study in Princeton.

## Veröffentlichungen (Auswahl)
- The Social Policies of Prussian Officials: The Bureaucracy in a new Light, in: Journal of Modern History, 64 (1992), S. 262–298.
- Conservatives and the Social Question in Nineteenth-Century Prussia, in: Larry Eugene Jones/James Rettallack (Hrsg.): Between Reform, Reaction and Resistance. Studies in the History of German Conservatism from 1789 to 1945, Providence 1993, S. 61–94.
- The Origins of the Authoritarian Welfare State in Prussia. Conservatives, Bureaucracy, and the Social Question, 1815-70, Ann Arbor 1997.
- Between the Cictates of Conscience and Political Expediency. Hitler's Conservative Alliance Partner and Antisemitism during the Nazi Seizure of Power, in: Journal of Contemporary History 41 (2006), S. 611–640.
- Konservative Politik und Modernisierung in Preußen, in: Thomas Stamm-Kuhlmann (Hrsg.): Pommern im 19. Jahrhundert. Staatliche und gesellschaftliche Entwicklung in vergleichender Perspektive, Köln 2007, S. 13–29.
- The fateful Alliance. German Conservatives and Nazis in 1933. The Machtergreifung in a New Light, Berghahn Books, New York 2008, ISBN  978-1-84545-496-8. (2. Auflage 2013)
- Konflikte zwischen Deutschnationalen und Nationalsozialisten während der Machtergreifung, in: Historische Zeitschrift, 292, 2011, S. 645–680.
- Antisemitische Gewalt während der Machtergreifungszeit und die Reaktion der deutschen Gesellschaft.  In Rainer Hering, Hg: Die „Reichskristallnacht“ in Schleswig-Holstein. Der Novemberpogrom im historischen Kontext. Hamburg 2016, ISBN 978-3-943423-30-3. Im Ganzen online gestellt. S. 141–190.
- Before the Holocaust. Antisemitic Violence and the Reaction of German Elites and Institutions during the Nazi Takeover, Oxford University Press, 2022, ISBN  978-0192865076.